# John O'Kane
John Andrew O'Kane (Nottingham, 15 novembre 1974) è un ex calciatore inglese, di ruolo difensore.

## Biografia
Nel 2020, anni dopo il suo ritiro, ha reso pubblico di essere affetto da autismo, condizione che ne condizionò pesantemente anche la carriera agonistica in quanto da alcuni suoi allenatori (in particolare Walter Smith all'Everton) lo consideravano troppo pigro, distaccato e poco incline al sacrificio per via del suo carattere molto schivo (che, in realtà, era dovuto alla sua condizione di autistico). Anche il suo ritiro, avvenuto in età relativamente giovane (32 anni), fu dovuto a problemi di salute (una malattia ai reni).

## Caratteristiche tecniche
Era un terzino destro.

## Carriera
Dal 1990 al 1994 gioca nelle giovanili del Manchester Utd, con cui nella stagione 1991-1992 vince anche una FA Youth Cup. Esordisce tra i professionisti all'età di 20 anni, nella stagione 1994-1995, nella quale gioca 2 partite in Coppa di Lega in Coppa di Lega ed una partita in FA Cup con i Red Devils; nell'estate del 1995 viene ceduto in prestito al Wimbledon FC per disputare la Coppa Intertoto: dopo aver giocato 3 delle 4 partite totali dei Dons nella competizione fa quindi ritorno al Manchester United, con cui nel corso della stagione 1995-1996 gioca una partita in Coppa UEFA ed una partita nella prima divisione inglese (che è peraltro anche la sua prima partita in carriera in un campionato professionistico).
Nella stagione 1996-1997 trascorre due diversi periodi in prestito al Bury, club di terza divisione, con cui segna 3 reti in 13 presenze contribuendo così alla vittoria del campionato e, quindi, alla promozione in seconda divisione degli Shakers. In mezzo ai due prestiti trascorre inoltre un periodo al Manchester United, con cui gioca un'altra partita in prima divisione ed una partita in Coppa di Lega (la sua settima ed ultima in competizioni ufficiali con il club). Nei primi mesi della stagione 1997-1998 gioca in prestito al Bradford City: dopo 7 presenze in seconda divisione fa ritorno allo United, che, senza averlo schierato in campo in ulteriori partite ufficiali, nel gennaio del 1998 lo cede a titolo definitivo all'Everton: con le Toffees O'Kane nella seconda parte della stagione 1997-1998 gioca con buona regolarità, disputando 12 partite di campionato. Nella stagione 1998-1999, complice l'arrivo in squadra dell'allenatore Walter Smith, scende invece in campo con minore frequenza: dopo un breve periodo in prestito al Burnley (8 presenze in terza divisione), disputa infatti solamente 2 partite in campionato e 3 partite in FA Cup. Nell'autunno del 1999 passa poi insieme al compagno di squadra Gareth Farrelly al Bolton, in seconda divisione. Con i Trotters nel corso della stagione 1999-2000 segna una rete in 11 presenze in seconda divisione, mentre nella stagione 2000-2001, che si conclude con la vittoria dei play-off e, quindi, con una promozione in prima divisione, segna un gol in 27 presenze (nell'arco di questo biennio gioca inoltre anche 4 partite di FA Cup e 4 partite di Coppa di Lega con il Bolton, segnando anche una rete nella FA Cup 2000-2001).
Nell'estate del 2001 viene ceduto a titolo definitivo al Blackpool, in terza divisione; trascorre due stagioni in questa categoria con i Tangerines, segnando in totale 4 gol in 52 partite di campionato e vincendo il Football League Trophy nella stagione 2002-2003. Passa poi ai semiprofessionisti dell'Hyde, con cui tra il 2003 ed il 2005 conquista due promozioni consecutive, salendo dalla settima alla quinta divisione, categoria nella quale gioca infine nella stagione 2005-2006, terminata la quale si ritira, all'età di 32 anni.
In carriera ha totalizzato complessivamente 134 presenze e 9 reti nei campionati della Football League.

## Palmarès

### Club

#### Competizioni giovanili
- FA Youth Cup: 1

Manchester United: 1991-1992

#### Competizioni nazionali
- Campionato inglese: 1

Manchester United: 1995-1996
- Coppa d'Inghilterra: 1

Manchester United: 1995-1996
- Campionato inglese di terza divisione: 1

Bury: 1996-1997
- English Football League Trophy: 1

Blackpool: 2001-2002
- Northern Premier League: 1

Hyde United: 2004-2005
- Northern Premier League Division One: 1

Hyde United: 2003-2004

#### Competizioni regionali
- Northern Premier League Chairman's Cup: 1

Hyde United: 2003-2004
- Manchester Premier Cup: 1

Hyde United: 2004-2005